# 盧卡斯縣 (愛阿華州)
盧卡斯縣（英語：Lucas County）是美國愛荷華州南部的一個縣。面積1,124平方公里。根據美國2000年人口普查，共有人口9,422人。縣治沙里頓（Chariton）。
成立於1846年1月13日，縣政府成立於1849年1月15日，7月4日生效。縣名紀念愛荷華準州州長羅伯特·盧卡斯。